# Кольница (озеро)
Ко́льница (устар. Кальница; бел. Кольніца) — озеро на востоке Брагинского района Гомельской области Беларуси. Относится к бассейну Днепра.

## Расположение
Озеро располагается в заболоченной местности на высоте 104,9 м над уровнем моря, к югу от деревни Жиличи, в юго-восточной части территории Маложинского сельсовета.

## Общая характеристика
Представляет собой правобережную пойменную старицу среднего течения Днепра. Акватория озера имеет дугообразную форму длиной 0,89 км, ориентированную в направлении юго-запад — северо-восток. Площадь водной поверхности составляет 7 га. Сообщается с протокой Старый Днепр через пролив на юго-западе.